# Quintus Acutius Nerva

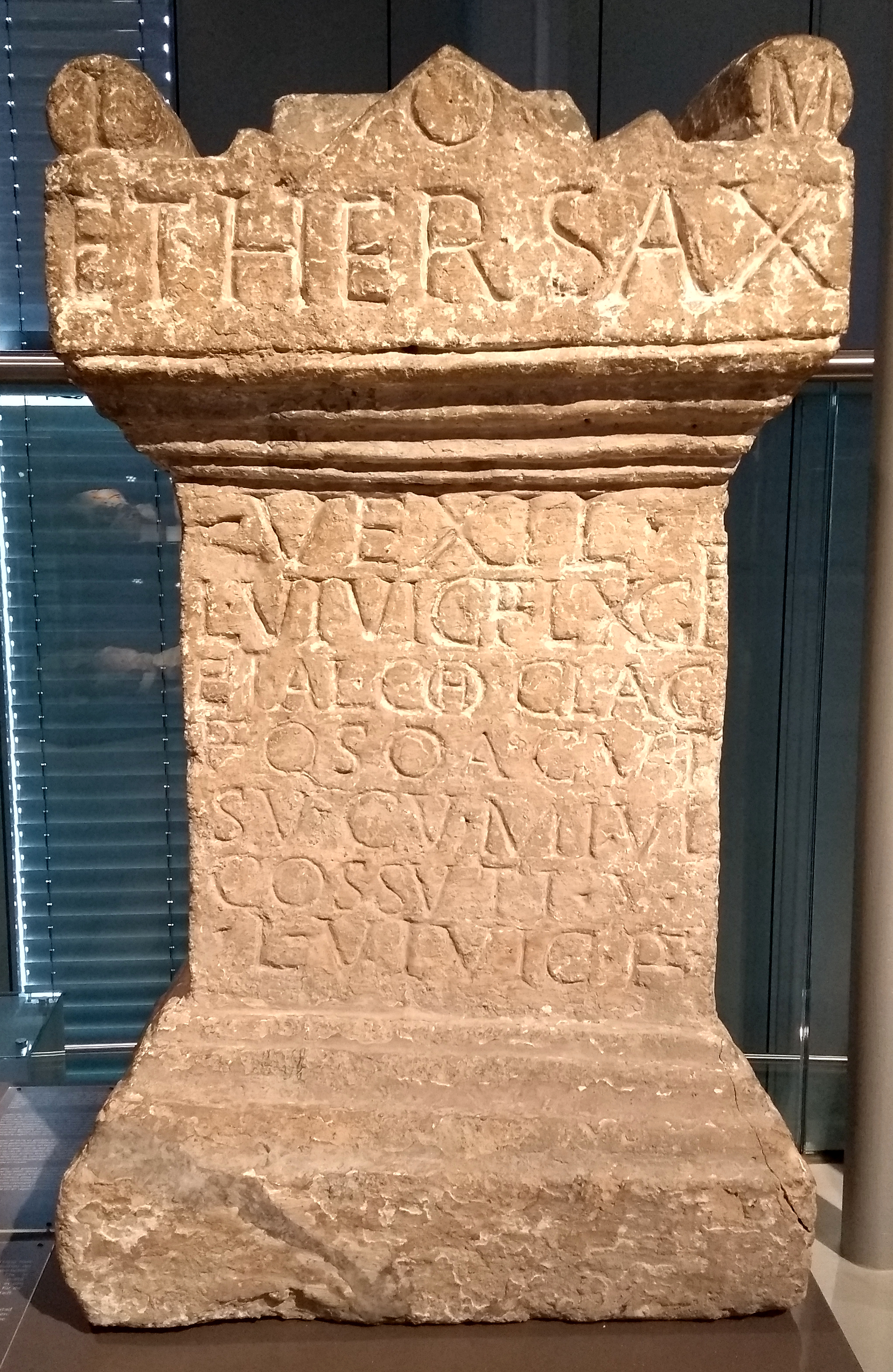
Weihaltar niedergermanischer Soldaten aus dem Heer des Quintus Acutius Nerva an Iuppiter Optimus Maximus und Hercules Saxanus, LVR-RömerMuseum Xanten

Quintus Acutius Nerva war ein römischer Senator und Konsul an der Wende vom 1. zum 2. Jahrhundert n. Chr.
Im 1. Jahrhundert n. Chr. sind mehrere Personen namens Quintus Acutius bezeugt, die vermutlich zur Familie von Quintus Acutius Nerva gehörten. Dieser amtierte Mitte des Jahres 100 n. Chr. gemeinsam mit Lucius Fabius Tuscus als Suffektkonsul, wobei er vermutlich vom 1. Juli bis zum 31. August im Amt war. Wenige Monate vorher war er – bereits als Konsul für einen Teilzeitraum des kommenden Jahres designiert – im Senatsprozess gegen Hostilius Firminus aufgetreten, wovon Plinius der Jüngere in einem seiner Briefe (epistulae) berichtet. Firminus war Legat des wegen korrupter Amtsführung verurteilten Statthalters Marius Priscus gewesen und hatte sich an den Vergehen seines Vorgesetzten beteiligt. Während Cornutus Tertullus bei der Senatsverhandlung beantragte, Firminus aus dem Senatorenstand auszuschließen, regte Acutius an, ihm seinen Rang zu erhalten, aber zukünftig von senatorischen Ämtern auszuschließen, und setzte sich schließlich mit diesem Vorschlag auch durch.
101/102 n. Chr. amtierte Quintus Acutius Nerva als Statthalter (Legatus Augusti pro praetore) der Provinz Germania inferior (Niedergermanien). Dies geht aus drei Inschriften aus den römischen Steinbrüchen im Brohltal hervor, in denen er als Befehlshaber der dort tätigen Truppen genannt wird. Eine der Inschriften kann spätestens 101 n. Chr. entstanden sein (weil die darin genannte Legio I Minervia danach für den ersten Dakerkrieg Trajans abkommandiert wurde), die anderen beiden sind zumindest in die Zeit vor 104/105 zu datieren. Demnach muss Nerva direkt nach seinem Konsulat, also entweder Ende des Jahres 100 oder Anfang 101, als Statthalter nach Niedergermanien gegangen sein. Die Tätigkeit der niedergermanischen Truppen in den Steinbrüchen des Brohltals hängt wohl damit zusammen, dass die Soldaten Baumaterial für die neu gegründete Colonia Ulpia Traiana (heute Xanten) beschaffen sollten.